# 約翰·葛里遜之造雨人
《約翰·葛里遜之造雨人》（英語：The Rainmaker）是一部1997年美國法律劇情片，由弗朗西斯·科波拉執導兼編劇，改編自約翰·葛里遜的1995年同名小說，講述一位失敗的律師接手了一家欺詐為業的保險公司。主演包括麥特·戴蒙、克萊兒·丹妮絲、強·沃特、玛丽·凯·普莱斯、米基·洛克、丹尼·德維托和特雷莎·赖特。該片為赖特去世前演出的最後一部電影。
電影於1997年11月21日在美國上映，正評居多，但票房表現令人失望。2008年被美國電影學會列入AFI十大類型十大佳片的法庭劇情片類提名。

## 演員
- 麥特·戴蒙飾演魯迪·貝勒（Rudy Baylor）[3]
- 克萊兒·丹妮絲飾演凱莉·瑞克（Kelly Riker）
- 強·沃特飾演里奧·F·德拉蒙德（Leo F. Drummond）
- 玛丽·凯·普莱斯飾演多特·布萊克（Dot Black）
- 米基·洛克飾演J·萊曼·「布魯瑟」·史東（J. Lyman "Bruiser" Stone）
- 丹尼·德維托飾演德克·席夫萊特（Deck Shifflet）
- 狄恩·史達威爾飾演哈維·黑爾法官（Judge Harvey Hale）
- 特雷莎·赖特飾演「伯德小姐」伯德松（"Miss Birdie" Birdsong）
- 维吉妮娅·马德森飾演賈姬·萊曼奇克（Jackie Lemanczyk）
- 藍迪·崔維斯（英语：Randy Travis）飾演比利·波特（Billy Porter）
- 丹尼·葛洛佛飾演蒂龍·基普勒法官（Judge Tyrone Kipler，未掛名）

## 製作
本片的主體拍攝於1996年10月7日開始，拍攝地為孟菲斯。

## 外部連結
- 互联网电影数据库（IMDb）上《約翰·葛里遜之造雨人》的资料（英文）
- TCM电影资料库上《約翰·葛里遜之造雨人》的资料（英文）
- Box Office Mojo上《約翰·葛里遜之造雨人》的資料（英文）
- 豆瓣电影上《約翰·葛里遜之造雨人》的資料 （简体中文）
- 爛番茄上《約翰·葛里遜之造雨人》的資料（英文）
- Metacritic上《約翰·葛里遜之造雨人》的資料（英文）